# Silnice I/70
Silnice I/70 je nejkratší silnice I. třídy na území Česka, v okrese Hodonín. Tvoří spojnici silnice I/55 s hraničním přechodem Sudoměřice / Skalica. Má délku 0,729 km. Byla nově očíslována v souvislosti s přeložením původní silnice II/426 vedoucí z Petrova přes Sudoměřice do Skalice.

## Vedení silnice
- mimoúrovňové křížení se silnicí I/55 u Sudoměřic nad Moravou
- bezkolizní křižovatka Padělky u víru (Sudoměřice)
- společný most přes místní komunikaci v Sudoměřicích, přes cyklostezku, přes Sudoměřický potok, a přes železniční trať číslo 343 (Hodonín – Vrbovce)
- hraniční přechod se Slovenskem, pokračuje pod původním číslem II/426 do Holíče